# زنان در ارتش ایالات متحده

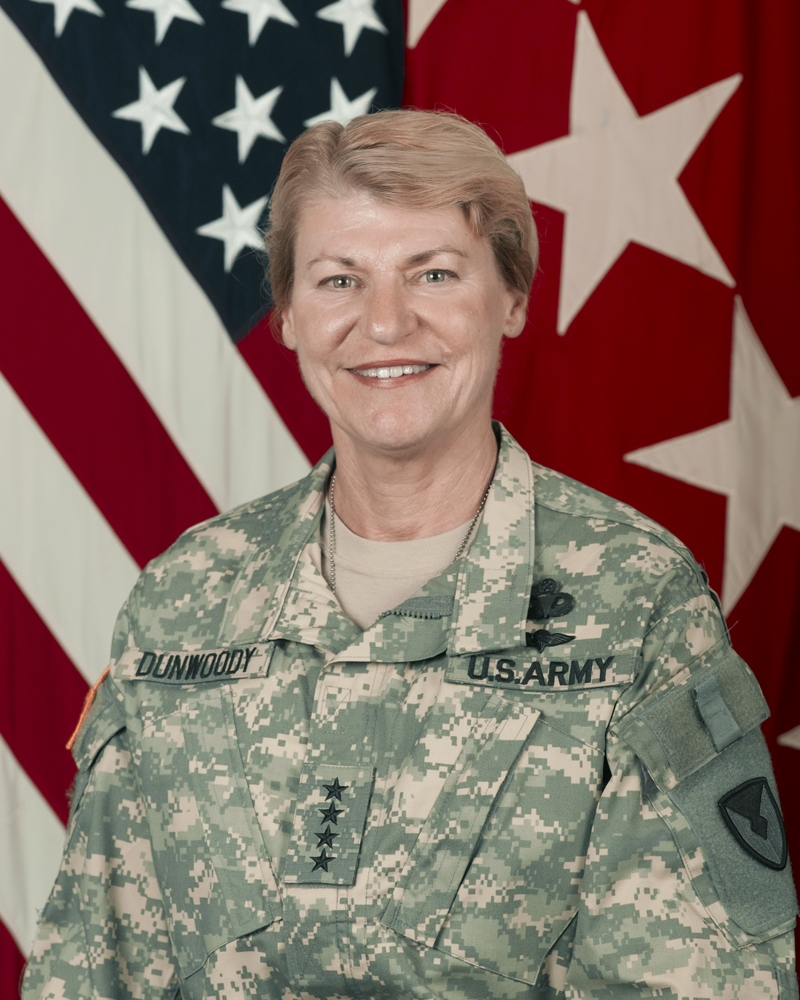
آن دانوودی اولین ژنرال زن چهار ستاره در ارتش ایالات متحده در سال 2008 شد. این او را به اولین ژنرال زن چهار ستاره در ارتش ایالات متحده تبدیل کرد.

از زمان جنگ انقلاب ، زنان در ارتش ایالات متحده حضور داشته اند و همچنان در ارتش خدمت می کنند. تا سال ۲۰۲۰، 74592 زن در ارتش ایالات متحده مشغول خدمت بودند که 16987 نفر به عنوان افسر و 57605 نفر در خدمت سربازی بودند. در حالی که ارتش بیشترین تعداد کل اعضای وظیفه فعال را دارد، نسبت زنان به مردان کمتر از نیروی هوایی ایالات متحده و نیروی دریایی ایالات متحده است، به طوری که زنان 15.5٪ از کل ارتش وظیفه فعال را در سال ۲۰۲۰ تشکیل می دهند 

## همچنین ببینید
- رسوایی آبردین
- موزه زنان ارتش
- زنان در ارتش
- سپاه ارتش زنان
- نیروهای داوطلب ارتش زنان